# 캐롤 스타디움
캐롤 스타디움(Carroll Stadium)은 미국의 축구 전용 경기장으로 인디애나주 인디애나폴리스에 위치하고 있으며 현재 USL 챔피언십 소속팀인 인디 일레븐의 홈경기장이다.